# Если... (стихотворение)
«Е́сли…» (англ. If—; русское название по переводу С. Маршака) — одно из самых известных стихотворений Р. Киплинга, написанное в 1895 году и опубликованное в 1910 году в книге «Награды и феи» (Rewards and Fairies), цикле сказок и стихотворений Киплинга, где оно сопровождает рассказ «Братец квадратные туфли» (Brother Square-Toes). Считается классическим поэтическим выражением стоицизма викторианской эпохи. По результатам опроса, проведённого Би-би-си в 1996 году, было названо самым популярным английским стихотворением.
В результате проведённого в 2015 году журналом «Русский репортёр» социологического исследования, текст «Заповеди» занял 12-е место в рейтинге самых популярных в России стихотворных строк, включающем, в числе прочего, русскую и мировую классику.

## История создания
В своей посмертно опубликованной в 1937 году автобиографии Киплинг рассказывает, что это стихотворение было написано под впечатлением от личности Линдера Джеймсона, который в 1895 году возглавлял британский рейд против буров. Эта кампания потерпела неудачу и, в конечном итоге, привела к англо-бурской войне, однако британская пресса подавала Джеймсона как героя, проявившего мужество в трудных обстоятельствах, а его поражение — как победу Британии. Стихотворение «Если...» было выгравировано на медной доске, размещавшейся на борту экспедиционного судна «Квест» (англ. Quest) сэра Эрнеста Шеклтона.
Стихотворение многократно переводилось на русский язык такими переводчиками, как С. Маршак («Если…»), М. Лозинский («Заповедь»), В. Корнилов («Когда»), Ф. Искандер («Заповедь»), А. Грибанов («Если сможешь»), А. Шарапова («Из тех ли ты») и др.